# Jalkunan jezik
Jalkunan jezik (ISO 639-3: bxl; blé, dyala, dyalanu, jalkuna), jezik naroda Jalanu kojim govori oko 500 ljudi (1995 SIL) od 1 000 ili manje etničkih kod grada Sindou u provinciji Leraba, Burkina Faso. 
Pripada skupini mande, užoj skupini jogo-jeri, unutar koje čini podskupinu Jeri-Jalkuna, čiji je jedini predstavnik. Leksički mu je najbliži jula [dyu], 19%, koji je također u upotrebi kod njih.

## Vanjske poveznice
- Ethnologue (14th)
- Ethnologue (15th)